# Françoaldo Sena de Souza
Françoaldo Sena de Souza (n. 2 martie 1976) este un fost fotbalist brazilian.

## Statistici
| Brazilia | Brazilia | Brazilia |
| An       | Meciuri  | Goluri   |
| -------- | -------- | -------- |
| 2000     | 6        | 1        |
| 2001     | 0        | 0        |
| 2002     | 2        | 0        |
| Total    | 8        | 1        |